# 埼玉コンピュータ&医療事務専門学校
埼玉コンピュータ&医療事務専門学校（さいたまコンピュータ&いりょうじむせんもんがっこう）は、埼玉県さいたま市大宮区にある私立専修学校。
学校法人東都学園（とうとがくえん）により1984年3月に設置。現在は学校法人実学舎（じつがくしゃ）が運営。

## 所在地
埼玉県さいたま市大宮区上小町1450-3

## 設置学科・コース
- 情報テクノロジー科
  - 初級パソコンコース
  - 中級プログラマコース
  - SE・プログラマコース
  - IT専門資格取得コース
  - ゲームプログラマコース
  - WEBプログラマコース
  - スマホ活用開発コース
  - サイバーセキュリティコース
- 医療事務科
  - 医療事務コース
  - 電子カルテコース
  - 医療マネージメントコース
  - 医療パソコンコース
  - 調剤薬局コース
  - ドクターアシストコース
  - 小児クラークコース
  - 病棟クラークコース
- ビジネス科
  - ホテル・ブライダルコース
  - オフィス一般事務コース
  - ビジネスパソコンコース
  - 販売ビジネスコース
- クリエイター科
  - イラストレータ―コース
  - ゲームデザイナーコース
  - ３Dグラフィックコース
- デザイン科
  - グラフィックデザインコース
  - WEBデザインコース

## 沿革
- 1984年3月 - 学校法人東都学園設立。埼玉電子工学院専門学校設置認可。
- 1984年4月 - 埼玉県初のコンピュータ系専門学校として、埼玉電子工学院専門学校開校。情報分野としては埼玉県初の設置。
- 1985年4月 - ビジネス科「医療ビジネスコース」新設。
- 1990年12月 - 校名を「東都コンピュータ専門学校」に変更。
- 1998年4月 - 創立15周年を迎える。記念事業としてTCC大賞を開催。
- 2000年4月 - 埼玉県初の本格的マスコミコースとして「雑誌デザイン編集コース」新設。
- 2004年4月 - 創立20周年を迎える。
- 2004年4月 - 情報テクノロジー科「最新情報スペシャリストコース」、情報メディア科「Webデザインコース」開設。
- 2005年4月 - マスコミ・デジタル編集科「デジタル写真コース」開設。
- 2006年4月 - パソコン経験者向けとして、情報テクノロジー科「中級プログラマーコース」開設。
- 2007年4月 - 情報テクノロジー科「Webプログラマーコース」、ビジネス科「電子カルテエキスパート」開設。
- 2008年4月 - 情報テクノロジー科「ロボットコース」開設。
- 2010年4月 - 校名を「埼玉コンピュータ＆医療事務専門学校」に変更。
- 2013年4月 - 創立30周年を迎える。
- 2016年4月 - ビジネス科「ホテル・ブライダルコース」新設